# Clear Lake (Illinois)
Clear Lake es una villa ubicada en el condado de Sangamon en el estado estadounidense de Illinois. En el Censo de 2010 tenía una población de 229 habitantes y una densidad poblacional de 826,33 personas por km².

## Geografía
Clear Lake se encuentra ubicada en las coordenadas 39°48′50″N 89°34′6″O / 39.81389, -89.56833. Según la Oficina del Censo de los Estados Unidos, Clear Lake tiene una superficie total de 0.28 km², de la cual 0.28 km² corresponden a tierra firme y (0%) 0 km² es agua.

## Demografía
Según el censo de 2010, había 229 personas residiendo en Clear Lake. La densidad de población era de 826,33 hab./km². De los 229 habitantes, Clear Lake estaba compuesto por el 96.51% blancos, el 0.44% eran afroamericanos, el 0.44% eran amerindios, el 0.87% eran asiáticos, el 0% eran isleños del Pacífico, el 0.44% eran de otras razas y el 1.31% pertenecían a dos o más razas. Del total de la población el 1.31% eran hispanos o latinos de cualquier raza.